# Central Tejo
Central Tejo – elektrownia cieplna należąca do Zjednoczonych Spółek Gazowych i Elektrycznych (Companhias Reunidas de Gás e Electricidade – CRGE), które dostarczały elektryczność całemu miastu i regionowi Lizbony. Jest położona w dzielnicy portugalskiej stolicy Belém. Działała w okresie od 1909 do 1972 roku, od 1951 używana była jako elektrownia rezerwowa. Na przestrzeni czasu została rozbudowana i przebudowana, przechodząc kilkakrotnie fazy budowy i produkcji.
Pierwotna Central Tejo, której budynki już nie istnieją, została zbudowana w 1909 roku i działała do 1921 r. W 1914 r. rozpoczęto prace nad budynkami kotłów niskociśnieniowych i maszynowni, które następnie wielokrotnie powiększano. W 1941 roku wybudowano budynek mieszczący piece wysokociśnieniowe, największy spośród budynków elektrowni, który rozbudowano w 1951 roku, aby pomieścił jeszcze jeden piec.
Choć działała do 1972 roku, jej oficjalne zamknięcie nastąpiło dopiero w 1975 roku, kiedy stała się pomnikiem archeologiczno-przemysłowym o dużym znaczeniu w panoramie Lizbony. W związku z tym została zakwalifikowana jako budynek użyteczności publicznej w 1986 roku. W roku 1990 Central Tejo została ponownie otworzona jako Muzeum Elektryczności.

## Historia
Budynki, wzniesione w 1909, obecnie nieistniejące, składały się na pierwotną Central Tejo, która funkcjonowała do 1921 roku. Została ona zaprojektowana przez inżyniera Luciena Neu a budowę zlecono konstruktorom Vieillard & Touzet (ostatni, Fernand Touzet, był uczniem Gustawa Eiffela).
Na przestrzeni lat modyfikowano maszyny, aby zwiększyć moc elektrowni i tak w 1912, gdy zainstalowano całość sprzętu, elektrownia dysponowała piętnastoma piecami Belleville i pięcioma grupami generatorów o mocy 7,75 MW. Od 1916 aż do dezaktywacji w 1921, zainstalowano nowe kotły parowe w ówcześnie istniejącym budynku niskiego ciśnienia, następnie rozmontowano je i budynek służył jako magazyn i biura, aż do 1938 roku, gdy został wyburzony pod budowę budynku kotłów wysokociśnieniowych.

### Okres niskiego ciśnienia
Hale niskociśnieniowe budowano od 1914 do 1930 roku, a okres ich powstawania można podzielić na trzy istotne okresy. Pierwszy (od 1914 do 1921) obejmuje budowę dwóch hal przemysłowych na kotły, maszynownię mieszczącą alternatory oraz podstację.
Drugi okres (od 1924 do 1928) obejmuje pierwszą rozbudowę kotłowni z nową, podłużną halą, kupno nowej grupy generatorów, budowę podajnika węgla i torów dla kanałów obiegu chłodzącego. Na ostatni, trzeci okres (od 1928 do 1930) przypada rozbudowa kotłowni, z nową halą przemysłową o wymiarach większych niż poprzedni, maszynowni i podstacji.
W latach 30. XX w., kotłownia elektrowni liczyła jedenaście kotłów niskociśnieniowych, w tym dziesięć marki Babcock & Wilcox i jedną marki Humboldt. Maszynownia natomiast liczyła pięć grup generatorów różnych znanych marek: Escher & Wiss, AEG (dwie grupy), Stal-Asea i Escher Wiss/Thompson.

### Okres wysokiego ciśnienia
Wraz ze wzrostem mocy dwóch nowych grup prądnic turbinowych AEG zainstalowanych w 1934 roku, niezbędny był montaż nowych wysokociśnieniowych kotłów parowych. Budowy dokonano na terenie pierwotnej Central Tejo, wyburzonej w 1938 pod budowę budynku kotłów wysokociśnieniowych, najokazalszego z grupy budowli. Jego wnętrze mieściło trzy wielkie piece wysokociśnieniowe marki Babcock & Wilcox, które uruchomiono w 1941 roku.
W następstwie wyburzenia pierwotnej Central Tejo i wzniesienia budynku kotłów wysokociśnieniowych, powstała potrzeba przestrzeni biurowej i magazynów. CRGE zakupiły zatem tereny przyległe do wschodniej części kompleksu, gdzie działała stara rafineria cukrowa Senna Sugar Estates, Ltd., należąca do Spółki Cukrowej Mozambiku. Potrzebna była również budowa sali pomocniczej, mieszczącej stację uzdatniania wody, wybudowanej w budynku mieszczącym piece niskociśnieniowe, w miejscu wyburzonych pierwszych dwóch kotłów.
W 1950 roku budynek kotłów wysokociśnieniowych został rozbudowany, aby pomieścić dodatkowy kocioł, który zaczął działać rok później i był ostatnim nabytkiem elektrowni.

### Włączenie do Narodowej Sieci Elektrycznej
W 1944, roku, po wejściu w życie Ustawy o Elektryfikacji Narodowej, która dawała absolutne pierwszeństwo produkcji energii hydroelektrycznej. Po wzniesieniu pierwszej elektrowni wodnej, tamy Castelo do Bode, która zaczęła działać w 1951 roku, Central Tejo zeszła na drugi plan w sektorze energetycznym, stając się elektrownią rezerwową.
Mimo tego, Central Tejo funkcjonowała nieprzerwanie między latami 1951 i 1968, z wyłączeniem roku 1961. W 1972 roku, podczas próby zamachu na reżim Salazara, gdy zostały odcięte linie wysokiego napięcia, dostarczające energię elektryczną do Lizbony z elektrowni wodnej w Castelo de Bode, elektrownia Central Tejo została ponownie uruchomiona, dostarczając elektryczność po raz ostatni w swojej historii. Oficjalne zamknięcie nastąpiło w 1975 roku.

### Central Tejo jako Muzeum Elektryczności
Po zamknięciu i upaństwowieniu spółek elektrycznych, zapadła decyzja o przywróceniu do życia tej starej elektrowni cieplnej, która miałaby stać się miejscem kultury. W 1986 roku zebrano pierwszy zespół odpowiedzialny za muzeum, który w 1990 roku otworzył je dla publiczności. Między latami 2001 i 2005 muzeum dogłębnie zmieniono, dbając zarówno o dziedzictwo architektoniczne, jak i wartość muzealną. W końcu, w 2006 roku, muzeum ponownie otwarto, tym razem z innym rodzajem zbiorów muzealnych, bardziej dynamicznym i pedagogicznym.

## Zespół Architektoniczny
Zespół architektoniczny elektrowni Central Tejo, po kolejnych zmianach i rozbudowach na przestrzeni lat, znajduje się w idealnym stanie konserwacji. Składa się nań grupa fabryk z pierwszej połowy XX wieku. Wszystkie budynki całkowicie harmonizują ze sobą, dzięki użyciu konstrukcji metalowej pokrytej cegłą na wszystkich bryłach. Mimo to, hale niskiego i wysokiego ciśnienia zbudowano w odrębnych stylach.

## Działanie elektrowni
Podstawa działania elektrowni cieplnej opiera się na spalaniu paliwa, w celu produkcji pary, która napędza generator prądu elektrycznego.
W Central Tejo, głównym paliwem był węgiel, transportowany drogą morską i rozładowywany na plac o tej samej nazwie, który następnie składowano w młynach, a następnie w silosach, gdzie był mieszany. Stamtąd przenoszono go na taśmy podajnikowe pod dachem budynku, skąd spadał na palenisko wewnątrz pieca. Tam ulegał spaleniu w temp. około 1200 °C. Tak pozyskane ciepło powodowało parowanie wody i wpychało parę z wewnętrznych rur pieca do prądnic turbinowych. Zużywana woda krążyła w zamkniętym obiegu i była chemicznie czysta. W tym celu przechodziła przez proces oczyszczania i filtracji, aby zapobiec psuciu sprzętu w samej elektrowni.
Para przechodziła pod wysokim ciśnieniem przez rury (38 kg/cm²) aż do grupy generatorów, gdzie turbina zmieniała energię cieplną pary w energię mechaniczną, a alternator z kolei zmieniał energię mechaniczną, pobieraną z turbiny, w energię elektryczną, wytwarzając w ten sposób prąd elektryczny trójfazowy o napięciu 10 500 V i częstotliwości 50 Hz, który przez podstację centrali zostawał dystrybuowany do odbiorców.
Para wodna, po przejściu przez turbiny, przechodziła do kondensatorów, gdzie ponownie zostawała skroplona, aby być ponownie użyta w piecach. Gorąca para skraplała się w kontakcie z zimnymi ścianami wewnętrznymi kondensatorów, zanurzonych w wodach rzeki. W ten sposób, wody rzeki Tagu nigdy nie wchodziły w kontakt z czystą wodą, używaną jako płyn roboczy. Z kondensatora, woda była pompowana z powrotem do kotłów, zamykając w ten sposób cykl.

## Warunki pracy w Elektrowni
Działanie elektrowni byłoby niemożliwe bez personelu, który pracował tam przez pokolenia. Niezbędny był ścisły podział obowiązków, system pracy na zmiany, aby zapewnić nieprzerwaną pracę elektrowni. Ponad pięciuset pracowników, dzień i noc, wykonywało ponad czterdzieści pięć różnych zadań: od rozładowywania węgla, przez prace w kotłowni, prace stolarskie, kuźnicze, do specjalistycznych prac technicznych i inżynieryjnych itd..
Najcięższe prace związane były ze spalaniem węgla, w kotłowni, czy w sali popiołów, gdzie pracownicy musieli wytrzymywać ekstremalnie wysokie temperatury otoczenia, spowodowane paleniem węgla w piecach, a także pyły ze spalania i ogłuszające hałasy trwające cały czas pracy. Mimo tego, to w kotłowni pracowało najwięcej osób, przy największej liczbie zadań. To tam pracowali główny inżynier – szef, inżynierowie techniczni, główni kotłowniczy, kotłowniczy, podawacze węgla i robotnicy (przy wydobyciu popiołów), znosząc niezwykle ciężkie warunki pracy, szczególnie ci ostatni.

## Dziedzictwo

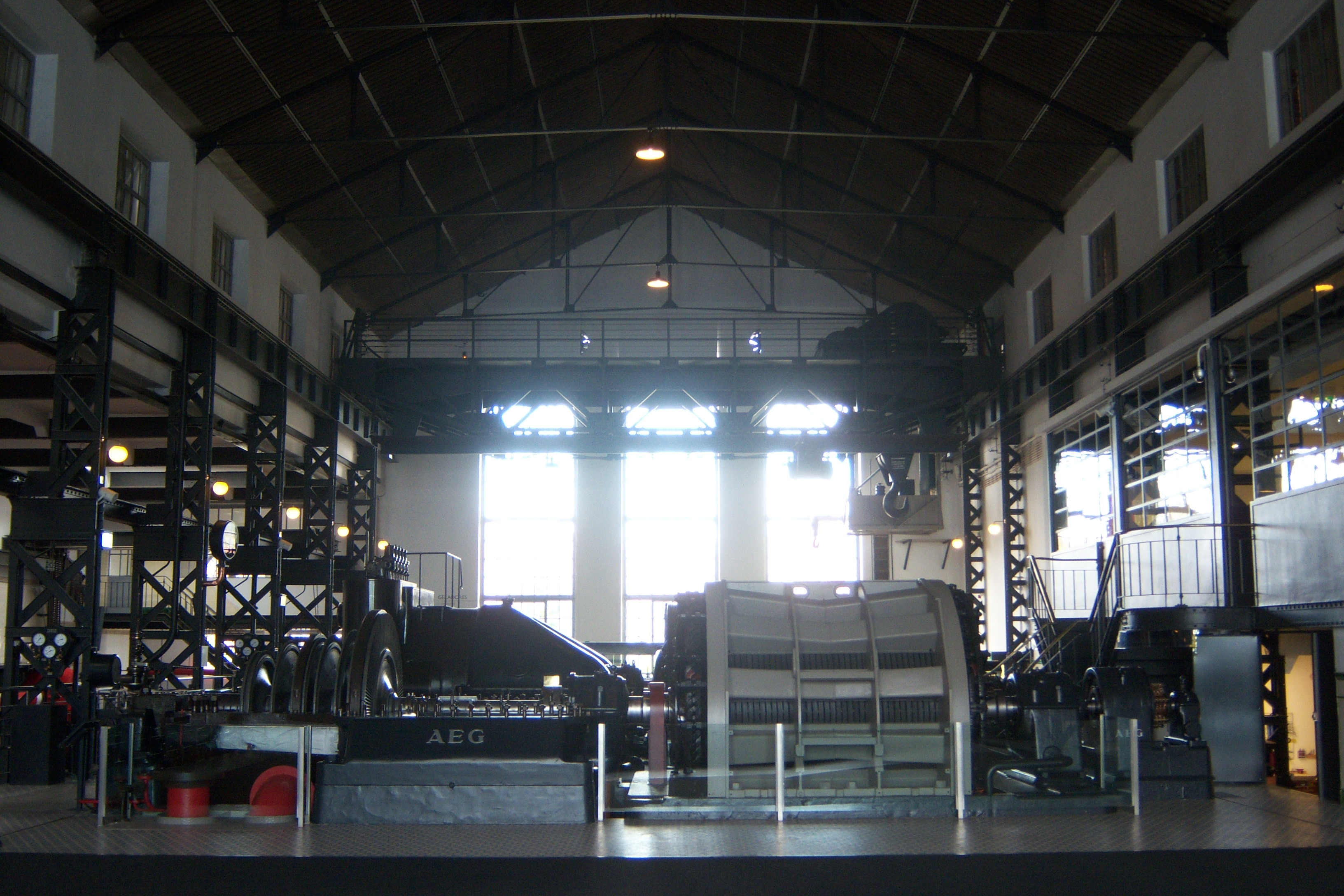
Alternator AEG wyeksponowany w maszynowni.

Central Tejo stanowi ważne dziedzictwo, nie tylko pod względem architektonicznym, lecz także historycznym, socjologicznym, antropologicznym i gospodarczym. Nie da się zaprzeczyć dziedzictwu pozostawionemu na przestrzeni lat przez Central Tejo. Stanowiła ona największą elektrownię w Lizbonie i w Portugalii aż do połowy XX wieku. W zasięgu jej działania pozostawało całe miasto i dolina Tagu, dzięki niej oświetlano ulice, domy i dostarczano prąd do fabryk. Bez niej historia Lizbony byłaby inna. Stanowiła ona niewidoczny filar rozwoju i ekspansji miasta w XX wieku, rozpoczęła rozwój przemysłu regionalnego i zainaugurowała budowę pierwszej elektrycznej linii kolejowej (Lizbona – Cascais).
Jednocześnie, Central Tejo była istotna dla modernizacji Lizbony. Wiele pokoleń przepracowało i przecierpiało przy piecach, aby inni mogli włączyć światło w domach, spacerować nocą oświetlonymi ulicami, czy przemierzać strome wzgórza Lizbony, wygodnie siedząc w tramwajach elektrycznych. Oprócz tego, wewnątrz kompleksu samej elektrowni, znajduje się nienaruszony park maszynowy, co czyni z tej starej elektrowni cieplnej unikatowy przykład przetrwania industrializacji dzielnicy Belem, przypadek niezwykły w skali kraju, czy nawet Europy.
- Nieruchomości. Grupa fabryczna Central Tejo (budynek użyteczności publicznej od 1986 roku), z bryłami niskiego ciśnienia i maszynownią (1914-1930), budynki wysokiego ciśnienia i sala wody (1938-1951) i różne warsztaty elektrowni, który to zespół budynków (niegdyś należąca do starej rafinerii cukrowej z przełomu XIX i XX wieku) stanowi dziś centrum dokumentacji i zbiory muzealne.

- Dobra ruchome. W obecnym muzeum istnieją cztery piece wysokociśnieniowe marki Babcock & Wilcox z 1941 i 1951 roku oraz dwie prądnice turbinowe marki AEG z 1942 roku i odpowiednie kondensatory. Zachowały się również chłodnie i wyłączniki instalacyjne, instrumenty pomiarowe w maszynowni, filtry, oczyszczacze, pompy i destylatory w sali wody, wszystkie z lat 40., podnośniki węglowe, wagony, silosy, materiały stolarskie i kuźnicze itp. W zbiorach eksponatów i w ogrodzie, można jeszcze podziwiać grupy generatorów z innych elektrowni, regulatory prędkości, zawory i różne elementy związane z publicznym oświetleniem Lizbony, jak też np. sprzęt gospodarstwa domowego wszystkich epok, klas i typów.